# Прапор Житомирського району
Прапор Житомирського району затверджений 18 грудня 2008 року рішенням Житомирської районної ради.

## Опис прапора
Прапором Житомирського району Житомирської області є прямокутне жовте полотнище співвідношенням сторін 2:3 з червоною облямівкою (завширшки 1/20 ширини прапора). У центрі полотнища вміщено три блакитні хвилясті смужки завширшки 1/15 ширини прапора. З лівого боку під кутом 45° розміщено срібний ключ.

## Значення символіки
Кольорова гама прапора символізує: жовтий — символ сонця та хлібного поля; хвилясті сині смуги — три основні річки району — Тетерів, Гуйва, Гнилоп'ять, а також чистого повітря і мирного неба; червоний — символ благородності нинішнього населення та наших предків, ключ — символізує статус району, його ключову роль.